# Mughrabi-Brücke

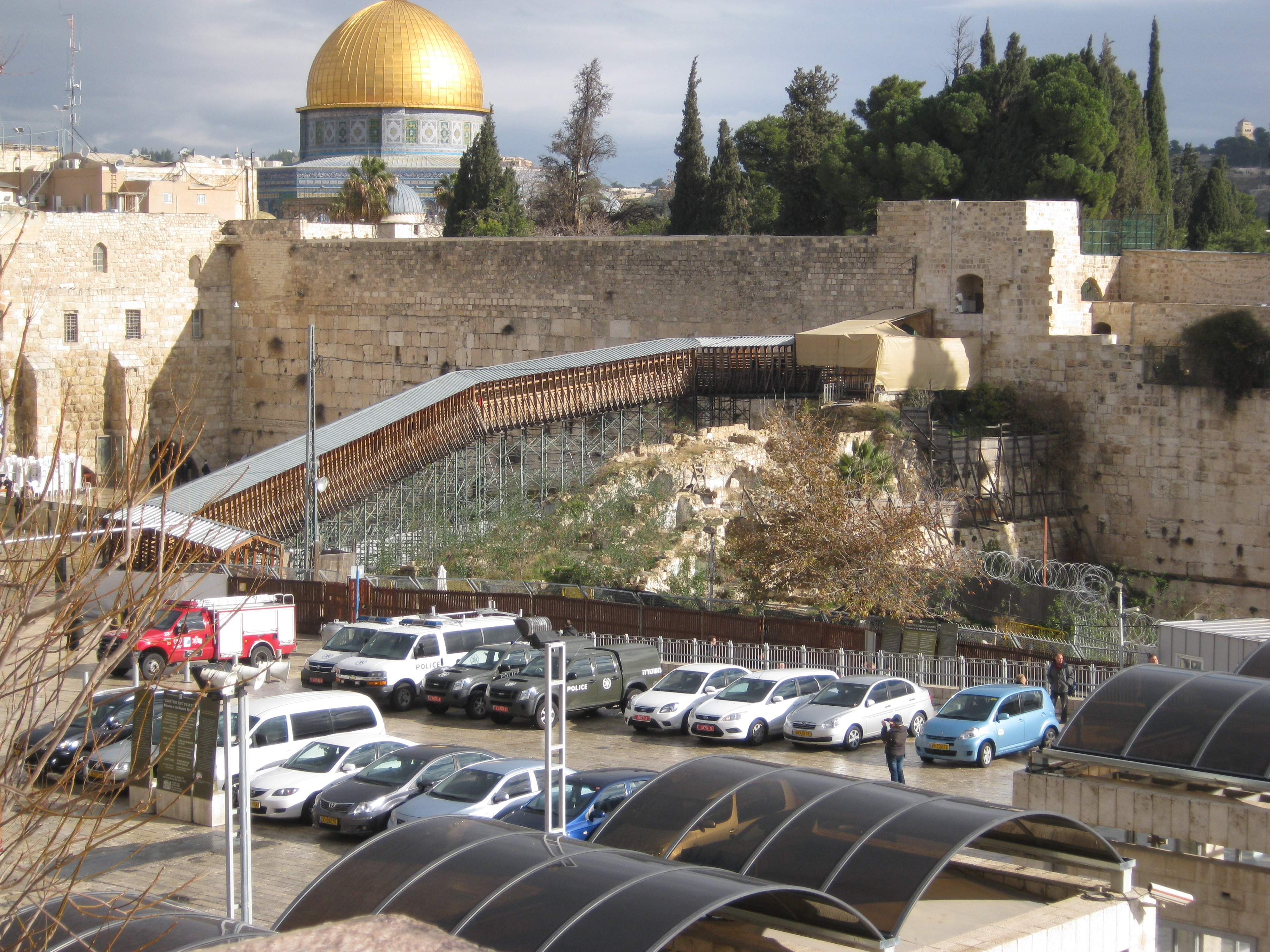
Die Brücke neben der Klagemauer

Die Mughrabi-Brücke (auch Marokkanerbrücke, arabisch جسر المغاربة, DMG ǧisr al-maġāriba) genannte Holzbrücke für Fußgänger in der Jerusalemer Altstadt führt vom Platz bei der Klagemauer zur südwestlichen Ecke des Tempelberges hinauf.

## Geschichte
Bis 2004 führte eine künstlich aufgeschüttete Erdrampe von 1967 vom Platz zum Mughrabi- bzw. Marokkaner-Tor (hebräisch Šaʿar Ha-Mughrabīm; arabisch Bāb al-Maġāriba). Dies ermöglichte den Besuchern einen direkten Zugang. Infolge eines kleinen Erdbebens und eines Schneesturms war die Rampe beschädigt worden. Der Bereich direkt unterhalb des Tores rutschte ab. Die Holzbrücke wurde 2007 um die Reste der Rampe herum als Provisorium errichtet, das nur wenige Monate Bestand haben sollte, bis eine feste, endgültige Konstruktion die Erdrampe ersetzen sollte. Für den Bau einer stabileren Konstruktion mit Betonsäulen wurden die Reste der Erdrampe und das darunterliegende Material archäologisch untersucht. Das Vorgehen Israels wurde international kritisiert. Arabische Staaten drohten mit Krieg; die UNESCO schickte internationale Inspektoren, um Israel daran zu hindern, im „besetzten Gebiet“ den Status quo zu verändern. Wächter des Felsendoms behaupteten gar, Israel habe mit den Arbeiten versucht, die nahe gelegene Al-Aksa-Moschee zum Einsturz zu bringen. Wegen dieser Auseinandersetzungen blieb die provisorische Holzbrücke bis heute erhalten.

## Bedeutung
Die Mughrabi-Brücke schafft die Verbindung vom Platz bei der Klagemauer zum Tempelberg. Sie ist in der Regel von Sonntag bis Donnerstag jeweils vormittags geöffnet. Die Brücke wird von Touristen und israelischen Sicherheitskräften benutzt, um auf den Tempelberg zu gelangen, während die übrigen Tore des Tempelberges für Menschen muslimischen Glaubens bestimmt sind. Der Tempelberg mit dem Felsendom als zentralem Ort steht unter der Verwaltung einer jordanischen Waqf.
An der Stelle, an der heute der islamische Felsendom steht, befand sich bis zum Jahr 70 n. Chr. der jüdische Tempel. König Herodes vergrößerte den Tempelbezirk, indem er einen Teil des Felsplateaus aufschütten und das komplette Areal ummauern ließ. Ein Teil der Westmauer bildet die heutige Klagemauer, die im Judentum eine religiöse Stätte hohen Ranges darstellt.

## Konflikt um die Brücke 2011
Am 12. Dezember 2011 kam es zum Streit um die Brücke. Israel hatte die Brücke mit der Begründung geschlossen, sie sei baufällig und nicht ausreichend gegen Feuer geschützt; bei weiterer Benutzung seien Menschenleben in Gefahr. Israel plante erneut, die Brücke gegen eine stabile Konstruktion aus Stein zu ersetzen. Der jordanische Religionsminister äußerte, Israel sei nicht befugt, bauliche Veränderungen am Tempelberg vorzunehmen.
Gleichwohl wurde aus konservativen Kreisen in Israel argumentiert, dass ein ständiger Zugang auf den Tempelberg notwendig sei; schließlich müsse religiösen Juden ermöglicht werden, an die Stelle zu gelangen, an der das größte Heiligtum des Judentums einmal gestanden habe.
Aus Protest gegen die Kritik an Israel von Seiten Jordaniens waren in der Nacht zum 12. Dezember 2011 nationalreligiöse Israelis in das militärische Sperrgebiet zu Jordanien eingedrungen und hatten dort eine verlassene Kirche besetzt.
Nachdem ein Löschzug neben der Brücke stationiert wurde, wurde sie drei Tage darauf wieder geöffnet.